# Futbol Club Lusitans
El Futbol Club Lusitans fue un club de fútbol de Andorra, procedente de la ciudad de Andorra la Vieja. Fundado en 1999, jugaba en la Segunda División de Andorra hasta su desaparición en 2020. Su nombre, escudo y uniforme reflejaban su identidad portuguesa, ya que la mayoría de sus jugadores eran de Portugal o inmigrantes portugueses en Andorra.

## Historia
El Futebol Clube Lusitanos (en portugués: «Futbol Club Lusitanos») fue fundado en 1999 por emigrantes portugueses procedentes de Amarante y de Viana de Castelo. El club debutó en la Liga en la temporada 2000-01, tras ganar el campeonato de Segunda División. En la temporada 2001-2002 ganaron su primer título, la Copa Constitució, tras ganar 2-0 en la final contra el Inter Club d'Escaldes el 2 de junio.
El Lusitanos jugó sus primeros partidos europeos en la Liga Europa de la UEFA 2010-11, donde fue eliminado por el equipo macedonio Rabotnički tras perder 11-0 en el marcador global. En la siguiente temporada, fueron eliminados en la misma ronda por el equipo croata Varaždin, perdiendo 6-1 en el marcador global.
Desde su promoción a la máxima división no habían descendido y en la temporada 2011-12 ganaron su primer título. Este resultado les dio acceso a la Liga de Campeones de la UEFA 2012-13, en la que fueron eliminados en la primera ronda de clasificación por 9-0 en la suma total de goles por el campeón maltés, el Valletta.
En 2013 ganaron su segundo título de liga, lo que les permitió clasificarse para la Liga de Campeones 2013-14, en la que se enfrentaron al EB/Streymur de las Islas Feroe. En el partido de ida empataron 2-2 y en el de vuelta perdieron 5-1, quedando eliminados al perder el partido de ida y vuelta con un resultado global de 7-3.
Al finalizar la temporada regular en cuarto puesto, el FC Lusitans no se clasificó para la Europa League 2013-2014 tras perder contra el Sant Julià 1-2 en la final de la Copa Constitució de 2014.
En la temporada 2014-15, el FC Lusitans quedó subcampeón de la liga regular, lo que le dio la clasificación para la Liga Europa 2015-16, en la que se enfrentó al West Ham United. Perdió 0-3 en el partido de ida y 0-1 en el de vuelta (0-4 en el global).
En la temporada 2018-19, el equipo se renovó por completo, contratando a varios jugadores portugueses y a un equipo técnico íntegramente compuesto por portugueses, con el objetivo de que tuvieran un buen rendimiento en la liga nacional y pudieran clasificarse para las competiciones europeas. Sin embargo, problemas económicos graves afectaron al club, que acabó acumulando deudas y retrasos en los pagos a los jugadores. El entonces presidente del FC Lusitans, Antonio da Silva, intentó contactar con inversores para que el club pudiese mantenerse, pero sin éxito. Esto provocó que se rescindieran todos los contratos de los jugadores, ya que no se podía pagarles, y también el del entrenador, que acabó siendo despedido tras denunciar diversas irregularidades en el club a los medios de comunicación portugueses. Al mismo tiempo, el club tuvo una campaña muy mala, quedó en penúltimo lugar del campeonato y acabó siendo rebajado tras los play-offs de descenso.
Al inicio de la temporada 2019-20, se anunció que Nelson Ferreira era el nuevo presidente del club, mientras que el entonces presidente, Antonio da Silva, pasaba a ser presidente de honor. Pedro António Vieira fue contratado como nuevo entrenador. Sin embargo, en enero de 2020, como consecuencia de los problemas económicos de la temporada pasada, la FIFA prohibió al club contratar jugadores hasta el verano de 2021. Además, ese mismo año, fue expulsado del campeonato por la falta de asistencia de los jugadores a tres partidos a lo largo de la temporada. Todos estos acontecimientos culminaron con el cierre del club ese mismo año.

## Entrenadores
- Vicenç Marqués (noviembre de 2009–agosto de 2012)[31][32]
- Salvador Estruch (agosto de 2012–2014)[32][33]
- Carlos Sánchez (enero de 2014–marzo de 2014)[33][34]
- Vicenç Marqués (marzo de 2014–?)[34]
- Xavi Roura (junio de 2015–enero de 2016)[35][36][37]
  -  Jordi Pascual (agosto de 2015–enero de 2016)[37][38]
- Raúl Cañete (enero de 2016–marzo de 2017)[37][39]
- Miguel Ángel Lozano (marzo de 2017–2017)[39]
- Llorenç Codoñés (2017–noviembre de 2017)[40]
- Raúl Cañete (noviembre de 2017–febrero de 2018)[40][41]
- Emiliano González (febrero de 2018-?)[41]
- Quim Berto (agosto de 2018–enero de 2019)[18][42][43]
- Llorenç Codoñés (enero de 2019–2019)[42]
- Pedro António Vieira (septiembre de 2019–2020)[26]

## Palmarés

### Torneos nacionales
- Primera División de Andorra (2) 2011/2012, 2012/2013
- Copa Constitució (1): 2002
- Supercopa de Andorra (2) : 2012, 2013[44]
- Segunda División de Andorra (1): 1999/2000

## Participación en competiciones de la UEFA
| Temporada | Torneo                | Ronda            | Club        | Casa | Visita | Global |
| --------- | --------------------- | ---------------- | ----------- | ---- | ------ | ------ |
| 2010–11   | UEFA Europa League    | Clasificatoria 1 | Rabotnički  | 0–6  | 0–5    | 0–11   |
| 2011–12   | UEFA Europa League    | Clasificatoria 1 | Varaždin    | 0–1  | 1–5    | 1–6    |
| 2012–13   | UEFA Champions League | Clasificatoria 1 | Valleta     | 0–1  | 0–8    | 0–9    |
| 2013–14   | UEFA Champions League | Clasificatoria 1 | EB/Streymur | 2–2  | 1–5    | 3–7    |
| 2015-16   | UEFA Europa League    | Clasificatoria 1 | West Ham    | 0–1  | 0–3    | 0–4    |
| 2016-17   | UEFA Europa League    | Clasificatoria 1 | Domžale     | 1–2  | 1–3    | 2–5    |

### Récord Europeo
| Torneo                | J  | G | E | P  | GF | GC |
| --------------------- | -- | - | - | -- | -- | -- |
| UEFA Champions League | 4  | 0 | 1 | 3  | 3  | 16 |
| UEFA Europa League    | 8  | 0 | 0 | 8  | 3  | 26 |
| Total                 | 12 | 0 | 1 | 11 | 6  | 42 |

## Temporadas
| Temporada |                 | Pos.           | PJ | PG | PE | PP | GF | GC | Pts. |
| --------- | --------------- | -------------- | -- | -- | -- | -- | -- | -- | ---- |
| 1999–00   | Segona Divisió  | 1              | ?  | ?  | ?  | ?  | ?  | ?  | ?    |
| 2000–01   | Primera Divisió | 5              | 20 | 7  | 5  | 8  | 35 | 42 | 26   |
| 2001–02   | Primera Divisió | 5              | 20 | 6  | 4  | 10 | 32 | 39 | 22   |
| 2002–03   | Primera Divisió | 5              | 22 | 12 | 1  | 9  | 63 | 40 | 37   |
| 2003–04   | Primera Divisió | 6              | 20 | 5  | 6  | 9  | 24 | 29 | 21   |
| 2004–05   | Primera Divisió | 6              | 20 | 5  | 2  | 13 | 24 | 48 | 17   |
| 2005–06   | Primera Divisió | 4              | 20 | 9  | 1  | 10 | 30 | 41 | 28   |
| 2006–07   | Primera Divisió | 4              | 20 | 6  | 3  | 11 | 22 | 41 | 21   |
| 2007–08   | Primera Divisió | 4              | 20 | 10 | 1  | 9  | 44 | 29 | 31   |
| 2008–09   | Primera Divisió | 4              | 20 | 10 | 0  | 10 | 39 | 30 | 30   |
| 2009–10   | Primera Divisió | 4              | 20 | 7  | 3  | 10 | 34 | 32 | 24   |
| 2010–11   | Primera Divisió | 3              | 20 | 11 | 5  | 4  | 43 | 20 | 38   |
| 2011–12   | Primera Divisió | 1              | 20 | 11 | 7  | 2  | 48 | 18 | 40   |
| 2012–13   | Primera Divisió | 1              | 20 | 13 | 5  | 2  | 64 | 16 | 44   |
| 2013–14   | Primera Divisió | 4              | 20 | 11 | 2  | 7  | 57 | 20 | 35   |
| 2014–15   | Primera Divisió | 2              | 20 | 12 | 3  | 5  | 53 | 26 | 39   |
| 2015–16   | Primera Divisió | 2              | 20 | 12 | 3  | 5  | 37 | 28 | 39   |
| 2016–17   | Primera Divisió | 4              | 27 | 13 | 9  | 5  | 49 | 30 | 48   |
| 2017–18   | Primera Divisió | 4              | 27 | 13 | 5  | 9  | 59 | 35 | 44   |
| 2018–19   | Primera Divisió | 7              | 27 | 5  | 6  | 16 | 22 | 46 | 21   |
| 2019–20   | Segunda Divisió | 10 (se retiró) | 9  | 6  | 2  | 1  | 41 | 6  | 17   |